# 15 cm sIG 33 (Sf) auf Panzerkampfwagen I Ausf. B
15 cm sIG 33 (Sf) auf Panzerkampfwagen I Ausf. B – niemieckie działo samobieżne z okresu II wojny światowej, uzbrojone w działo piechoty kalibru 149 mm, zbudowane na podwoziu czołgu PzKpfw I Ausf. B.

## Historia
Doświadczenia kampanii wrześniowej wykazały, że używane przez Wehrmacht działa piechoty 15 cm sIG 33 (rzeczywisty kaliber 149 mm) były bardzo skuteczną bronią, ale ich obsługi ponosiły duże straty, szczególnie podczas przetaczania działa. Nie mniej istotne było to, że doktryna Blitzkriegu przewidywała, że uderzeń przełamujących dokonywać mają związki szybkie wspomagane lotnictwem i artylerią. Aby jednostki artylerii mogły nadążyć za rozwijającym się natarciem za konieczne uznano wyposażenie jej w działa samobieżne, tak samo ruchliwe jak czołgi. W celu przyspieszenia prac postanowiono wykorzystać do zabudowy artylerii wycofywane z użytku pozbawione wież podwozia czołgów starszych typów. Pierwszymi niemieckimi pojazdami tego typu były wybudowane na podwoziach czołgów lekkich PzKpfw I Ausf. B działa samobieżne uzbrojone w haubicę piechoty sIG 33 L/12 oznaczane jako 15 cm sIG 33 (Sf) auf PzKpfw I Ausf. B.

## Konstrukcja

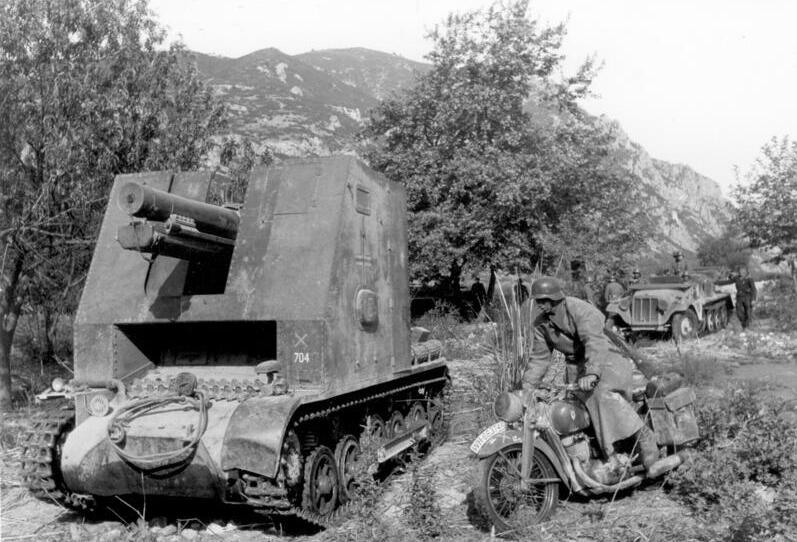
15 cm sIG 33 (Sf) auf PzKpfw I Ausf. B w okupowanej Grecji

W przeciwieństwie do dział pancernych Sturmgeschütz III konstruowanych od podstaw, pierwsze działa samobieżne były pojazdami improwizowanymi. Prototyp wozu 15 cm sIG 33 (Sf) auf PzKpfw I Ausf. B (Sd.Kfz. 101) składał się z pozbawionego wieży czołgu PzKpfw I Ausf.B na którym umieszczono haubicę piechoty sIG33 zamontowaną z pełnym podwoziem kołowym z dodaną prowizoryczną osłoną dla obsługi. Testy prototypu udowodniły, że pojazd posiada wiele wad (podwozie było przeciążone, pojazd był bardzo wysoki), ale w obliczu planowanego ataku na Francję postanowiono wyprodukować niewielką serię tych pojazdów. W styczniu i lutym 1940 roku w zakładach Alkett powstało 38 pojazdów seryjnych, w których armaty montowano już bez kół oraz pogrubiono osłonę załogi, wykonując ją z blach pancernych o grubości 10mm. Sformowano z nich siedem kompanii (sIG Kompanie) o numerach 701-706. Po kampanii we Francji działa samobieżne tego typu brały również udział w walkach na Bałkanach i w Rosji. Ostatnie działa zostały wycofane z jednostek pod koniec 1943 roku (704. kompania).